# Alphomelon pyrrhogluteum
Alphomelon pyrrhogluteum (лат.) — вид мелких наездников-браконид рода Alphomelon из подсемейства Microgastrinae (Braconidae, Ichneumonoidea).

## Распространение
Неотропика (Аргентина).

## Описание
Паразитические наездники крупных для микрогастерин размеров. Основная окраска желтовато-оранжево-коричневая и чёрная. От близких таксонов отличается следующими признаками: метасома в основном жёлтая или оранжево-жёлтая, за исключением небольшой центральной тёмно-коричневой области на тергитах 6—8 и небольшой чёрной области на гипопигиуме. Паразитируют предположительно на гусеницах бабочек-толстоголовок (Hesperiidae). Яйцеклад примерно равен по длине задней голени; проподеум морщинистый; первый тергит брюшка немного длиннее своей ширины; второй тергит много шире первого и короче третьего тергита. Жгутик усика 16-члениковый. Нижнечелюстные щупики 5-члениковые, нижнегубные щупики состоят из 3 сегментов. Дыхальца первого брюшного тергита находятся на латеротергитах.